# 津川辰珍
津川 辰珍（つがわ たつうず）は、江戸時代初期の武士。豊前小倉藩のち肥後熊本藩の家臣。通称は「武衛系図」では四郎右衛門。

## 概要
天正11年（1583年）、斯波義銀（津川義近）の三男として生まれる。万治元年（1658年）没。姉に伊勢林藩主織田信重（織田信長の弟信包の子）の正室、兄に斯波大蔵（法性院殿、早世）、津川近利、弟に津川近治がいる。
斯波氏は室町幕府三管領家の一つに数えられる有力守護大名であったが、戦国時代に衰え分国の尾張国に逼塞した。父の義銀は織田信長によって追放されたものの、後に信長に従い名を津川義近と改めた。
辰珍は甥（近利の子）の津川近光（近元とも、通称は数馬）とともに小倉藩主細川氏に仕えた。始め客分として1000石で招かれ、細川氏が肥後54万石に加転封となると250石の加増を受けた。寛永9年（1632年）の「肥後御入国宿割帳」に「千二百五十石 津川四郎右衛門」と「五百石 津川数馬」の両名を確認できる。後に甥（織田信重の子）の熊本藩士津田長相（三十郎）に700石を分知した。
1938年（寛永15年）、お茶湯料として飽託郡の岩戸山をもらい受ける。
1640年（寛永17年）に藩主細川忠利が宮本武蔵や尾池義辰（足利道鑑）を山鹿温泉の新築の御茶屋（別荘）に客分として招いたとき、儒学者朝山意林庵と辰珍もこの場にいたことが、令和4年（2022年）に見付かった史料（惣奉行衆が忠利側近に宛てた書状控）から明らかになった。彼らは忠利が統治者としての人生を総括する相談相手として招かれたという。
諱の辰珍は、尾池義辰から偏諱を賜ったものと考えられる。義辰は辰珍より後に細川氏の客将となったが、斯波氏の本家筋で旧主にあたる足利将軍家の出身（足利義輝の子）とされていることや、斯波氏で辰珍より前に「辰」の字を含んだ名前の者は一人もいないことからその可能性は高い。養子の辰房（近光の子）以降の当主も代々この字を通字としている。